# Marion Birkigt
Marion Birkigt (* 10. März 1953) ist eine deutsche Autorin. Sie schreibt vor allem christliche Kinder- und Jugendbücher. Neben einzelnen Büchern veröffentlicht sie auch Tri- und Dekalogien. Birkigt, die als Lehrerin an einer Sprachenschule arbeitet, ist verheiratet, hat drei erwachsene Kinder und lebt in Hamburg und Spanien.

## Werke

### Reihe "Die drei vom Brombeerweg"
- Die drei vom Brombeerweg und das verschwundene Flugzeug. Verlag Bibellesebund, Marienheide 1992, ISBN 978-3865913913
- Die drei vom Brombeerweg auf Schatzsuche. Verlag Bibellesebund, Marienheide 1992, ISBN 978-3865913920
- Die drei vom Brombeerweg und der "Schwarze Edgar". Verlag Bibellesebund, Marienheide 1993, ISBN 978-3865914521
- Die drei vom Brombeerweg und der Juwelendieb. Verlag Bibellesebund, Marienheide 1993. ISBN 978-3865914514
- Die drei vom Brombeerweg in der Schlossruine. Verlag Bibellesebund, Marienheide 1993, ISBN 978-3879821822
- Die drei vom Brombeerweg und ihr vierbeiniger Detektiv. Verlag Bibellesebund, Marienheide 1994, ISBN 978-3879821938
- Die drei vom Brombeerweg und das entführte Baby. Verlag Bibellesebund, Marienheide 1994, ISBN 978-3879821853
- Die drei vom Brombeerweg auf Rätseljagd. Verlag Bibellesebund, Marienheide 1994, ISBN 978-3879821907
- Die drei vom Brombeerweg auf Klassenfahrt. Verlag Bibellesebund, Marienheide 194, ISBN 978-3879821891
- Die drei vom Brombeerweg und viel fauler Zauber. Verlag Bibellesebund, Marienheide 1995, ISBN 9783879821945
- Die drei vom Brombeerweg und das Rätsel der Artemis. Verlag Bibellesebund, Marienheide 1995. ISBN 978-3879821952

### Reihe "Steffi"
- Steffi – Danke Bestens! Francke, Marburg an der Lahn 1996, ISBN 978-3861222569
- Steffi – was dagegen? Francke, Marburg an der Lahn 1999, ISBN 978-3861224358
- Steffi – alles klar!? Francke, Marburg an der Lahn 2002, ISBN 978-3861225393

### Reihe "Caro & Co."
- Treffpunkt Friedhof. Francke, Marburg an der Lahn 1997, ISBN 978-3861223191
- Parole "Holzauge". Francke, Marburg an der Lahn 1997, ISBN 978-3861223207
- Ein Baby zuviel. Francke, Marburg an der Lahn 1998, ISBN 978-3861223627
- Geheime Fundsache. Francke, Marburg an der Lahn 1998, ISBN 978-3861223788
- Panda gesucht. Francke, Marburg an der Lahn 1999, ISBN 978-3861223993
- Alarm und Mitternacht. Francke, Marburg an der Lahn 1999, ISBN 978-3861224341
- Das Geheimnis vom "Höhlenberg". Francke, Marburg an der Lahn 2000, ISBN 978-3861224532
- Überfall am Hühnermoor. Francke, Marburg an der Lahn 2000, ISBN 978-3861224785
- Unheimliche Nächte. Francke, Marburg an der Lahn 2001, ISBN 978-3861224938
- Tote reden nicht. Francke, Marburg an der Lahn 2001, ISBN 978-3861225225

### Reihe "Internat Eichenhof"
- Hannah auf neuem Kurs. Francke, Marburg an der Lahn 2006, ISBN 978-3868278767
- Hannah startet durch. Francke, Marburg an der Lahn 2007, ISBN 978-3868278743
- Hannah weiß, was sie will. Francke, Marburg an der Lahn 2008, ISBN 978-3868278750

### Einzelne Bücher
- Franzi, fast dreizehn. Weichert, Hannover 1993
- Auch ein Pastor braucht mal Urlaub. Francke, Marburg an der Lahn 2000, ISBN 978-3861224570
- Mensch Mama! Francke, Marburg an der Lahn 2002, ISBN 978-3861225768
- www.sarah-bee.de Francke, Marburg an der Lahn 2003, ISBN 978-3861226529
- Sophie und Jule. Francke, Marburg an der Lahn 2004, ISBN 978-3861226826
- Franzi, endlich dreizehn. Francke, Marburg an der Lahn 2005, ISBN 978-3861227380
- Justus, Mia und ich. Francke, Marburg an der Lahn 2005, ISBN 978-3861227861
- Eine runde Sache. Francke, Marburg an der Lahn 2007, ISBN 978-3861229735
- Der doppelte Thomas. Francke, Marburg an der Lahn 2009. ISBN 978-3868271249